# Брованова
Брова́нова (рос. Брованова) — присілок у складі Голишмановського міського округу Тюменської області, Росія.
Населення — 74 особи (2010, 81 у 2002).
Національний склад станом на 2002 рік:
- росіяни — 64 %